# Karlstads valkrets
Karlstads valkrets var i riksdagsvalen till andra kammaren 1896–1908 en egen valkrets med ett mandat. Valkretsen, som alltså motsvarade Karlstads stad, avskaffades vid införandet av proportionellt valsystem inför valet 1911 och uppgick i Värmlands läns östra valkrets.

## Riksdagsmän
- Gullbrand Elowson, fr c 1897, vilde 1898–1899, lib s 1900–1906, högervilde 1907–1908 (1897–19/5 1908)
- Axel Schotte, lib s (1909–1911)

## Valresultat

### 1896
| Andrakammarvalet i Sverige 1896: Karlstads valkrets | Andrakammarvalet i Sverige 1896: Karlstads valkrets | Andrakammarvalet i Sverige 1896: Karlstads valkrets | Andrakammarvalet i Sverige 1896: Karlstads valkrets | Andrakammarvalet i Sverige 1896: Karlstads valkrets | Andrakammarvalet i Sverige 1896: Karlstads valkrets |
| Parti                                               | Parti                                               | Kandidat                                            | Röster                                              | %                                                   | ±                                                   |
| --------------------------------------------------- | --------------------------------------------------- | --------------------------------------------------- | --------------------------------------------------- | --------------------------------------------------- | --------------------------------------------------- |
|                                                     | Frihandelsvänliga centern                           | Gullbrand Elowson                                   | 332                                                 | 57,2                                                |                                                     |
|                                                     | Partilös protektionist                              | Carl Moberg                                         | 246                                                 | 42,3                                                |                                                     |
|                                                     | Annat                                               | Övriga kandidater                                   | 3                                                   | 0,5                                                 |                                                     |
| Valdeltagande                                       | Valdeltagande                                       | Valdeltagande                                       | 581                                                 | 85,4                                                |                                                     |

- Inga röster kasserades.

### 1899
| Andrakammarvalet i Sverige 1899: Karlstads valkrets | Andrakammarvalet i Sverige 1899: Karlstads valkrets | Andrakammarvalet i Sverige 1899: Karlstads valkrets | Andrakammarvalet i Sverige 1899: Karlstads valkrets | Andrakammarvalet i Sverige 1899: Karlstads valkrets | Andrakammarvalet i Sverige 1899: Karlstads valkrets |
| Parti                                               | Parti                                               | Kandidat                                            | Röster                                              | %                                                   | ±                                                   |
| --------------------------------------------------- | --------------------------------------------------- | --------------------------------------------------- | --------------------------------------------------- | --------------------------------------------------- | --------------------------------------------------- |
|                                                     | Liberala samlingspartiet                            | Gullbrand Elowson                                   | 331                                                 | 94,6                                                | +37,4                                               |
|                                                     | Annat                                               | Närmaste kandidat                                   | 4                                                   | 1,1                                                 |                                                     |
|                                                     | Annat                                               | Övriga kandidater                                   | 15                                                  | 4,3                                                 |                                                     |
| Valdeltagande                                       | Valdeltagande                                       | Valdeltagande                                       | 351                                                 | 43,0                                                |                                                     |

Valet ägde rum den 15 september 1899. 1 röst kasserades.

### 1902
| Andrakammarvalet i Sverige 1902: Karlstads valkrets | Andrakammarvalet i Sverige 1902: Karlstads valkrets | Andrakammarvalet i Sverige 1902: Karlstads valkrets | Andrakammarvalet i Sverige 1902: Karlstads valkrets | Andrakammarvalet i Sverige 1902: Karlstads valkrets | Andrakammarvalet i Sverige 1902: Karlstads valkrets |
| Parti                                               | Parti                                               | Kandidat                                            | Röster                                              | %                                                   | ±                                                   |
| --------------------------------------------------- | --------------------------------------------------- | --------------------------------------------------- | --------------------------------------------------- | --------------------------------------------------- | --------------------------------------------------- |
|                                                     | Liberala samlingspartiet                            | Gullbrand Elowson                                   | 386                                                 | 97,0                                                | +2,4                                                |
|                                                     | Annat                                               | Närmaste kandidat                                   | 9                                                   | 2,2                                                 |                                                     |
|                                                     | Annat                                               | Övriga kandidater                                   | 3                                                   | 0,8                                                 |                                                     |
| Valdeltagande                                       | Valdeltagande                                       | Valdeltagande                                       | 399                                                 | 37,5                                                |                                                     |

Valet ägde rum den 22 september 1902. 1 röst kasserades.

### 1905
| Andrakammarvalet i Sverige 1905: Karlstads valkrets | Andrakammarvalet i Sverige 1905: Karlstads valkrets | Andrakammarvalet i Sverige 1905: Karlstads valkrets | Andrakammarvalet i Sverige 1905: Karlstads valkrets | Andrakammarvalet i Sverige 1905: Karlstads valkrets | Andrakammarvalet i Sverige 1905: Karlstads valkrets |
| Parti                                               | Parti                                               | Kandidat                                            | Röster                                              | %                                                   | ±                                                   |
| --------------------------------------------------- | --------------------------------------------------- | --------------------------------------------------- | --------------------------------------------------- | --------------------------------------------------- | --------------------------------------------------- |
|                                                     | Liberala samlingspartiet                            | Gullbrand Elowson                                   | 641                                                 | 69,2                                                | -27,8                                               |
|                                                     | Radikal                                             | M. Hellberg                                         | 284                                                 | 30,7                                                |                                                     |
|                                                     | Annat                                               | Övriga kandidater                                   | 1                                                   | 0,1                                                 |                                                     |
| Valdeltagande                                       | Valdeltagande                                       | Valdeltagande                                       | 929                                                 | 75,7                                                |                                                     |

Valet ägde rum den 16 september 1905. 3 röster kasserades.

### 1908
| Andrakammarvalet i Sverige 1908: Karlstads valkrets | Andrakammarvalet i Sverige 1908: Karlstads valkrets | Andrakammarvalet i Sverige 1908: Karlstads valkrets | Andrakammarvalet i Sverige 1908: Karlstads valkrets | Andrakammarvalet i Sverige 1908: Karlstads valkrets | Andrakammarvalet i Sverige 1908: Karlstads valkrets |
| Parti                                               | Parti                                               | Kandidat                                            | Röster                                              | %                                                   | ±                                                   |
| --------------------------------------------------- | --------------------------------------------------- | --------------------------------------------------- | --------------------------------------------------- | --------------------------------------------------- | --------------------------------------------------- |
|                                                     | Liberala samlingspartiet                            | Axel Schotte                                        | 899                                                 | 62,0                                                |                                                     |
|                                                     | Partilös högersinnad                                | Josef Lindholm                                      | 551                                                 | 38,0                                                |                                                     |
| Valdeltagande                                       | Valdeltagande                                       | Valdeltagande                                       | 1,450                                               | 64,8                                                |                                                     |

Valet ägde rum den 19 september 1908. Inga röster kasserades.